# فالون (بلدية فرنسية)
فالوغنس (بالفرنسية: Valognes) هي بلدية تقع في فرنسا في كانتون فالون ‏. يقدر عدد سكانها بـ 7,815 نسمة ومساحتها 15.63 كم2 .

## توأمة
لفالوغنس اتفاقيات توأمة مع كل من:
- شتولبرغ (1990 - )
- ویمبورن مينستر [الإنجليزية]‏

## أعلام
- ليوبولد فيكتور ديليسل
- أنتوني ديلابلاسي
- جان لوك دوغون
- غوستاف لي روج
- جورج دوفال